# Сосновий Острог
Сосно́вий Остро́г (рос. Сосновый Острог) — присілок у складі Яшкинського округу Кемеровської області, Росія.

## Населення
Населення — 31 особа (2010; 46 у 2002).
Національний склад (станом на 2002 рік):
- росіяни — 98 %